# سعد العبد الله السالم الصباح
الشيخ سعد العبدالله السالم الصباح (13 مايو 1930 - 13 مايو 2008) أمير دولة الكويت الأسبق خلال الفترة 15 يناير 2006 حتى 24 يناير 2006 وهو الأمير الرابع عشر من أسرة الصباح والرابع بعد الاستقلال عن المملكة المتحدة، وهو الابن الأكبر للشيخ عبدالله السالم المبارك الصباح أمير دولة الكويت الأسبق.
تولى حكم الكويت في 15 يناير 2006 وذلك بعد وفاة الشيخ جابر الأحمد الجابر الصباح. وقام مجلس الأمة بجلسته المنعقدة بتاريخ 24 يناير 2006 بتنحية الشيخ سعد بسبب حالته الصحية وانتقلت السلطات الأميرية مؤقتاً إلى مجلس الوزراء. وذلك في أقصر مدة للإمارة في تاريخ الكويت.
شارك مع جمال عبد الناصر في اتفاقيات التهدئة خلال حوادث أيلول الأسود عام 1970، والتي أسفرت عن خروج ياسر عرفات من الأردن.

## نشأته وتعليمه
بدأ تعليمه في المدرسة المباركية، وكان من زملاء دراسته الشيخ جابر الأحمد والشيخ صباح الأحمد والشيخ جابر العلي والشيخ سالم العلي، وفي عام 1951 تم إيفاده إلى «كلية هاندن» في المملكة المتحدة لدراسة علوم الشرطة، وبعدها نال دورات متخصصة في شؤون الأمن والشرطة استغرقت أربع سنوات، حتى تخرج برتبة ضابط في عام 1954، وكان من زملائه في الدراسة أخيه الشيخ خالد وعبد الرزاق مشاري العدواني ومرزوق محمد الغانم ويعقوب يوسف الحميضي وبدر الملا ونجيب الملا وعبد الرزاق يوسف العبد الرزاق .
تم إعداده لتحمل الصعاب وحتى يتمكن من أداء المهام المسندة إليه بدراية وحكمة، وكان لوالده الشيخ عبد الله السالم الصباح دور كبير في تلك التنشئة، حيث حرص على متابعة دراسته منذ أن بدأها في الكويت وحتى نهايتها في بريطانيا، وقد حرص على أن يزور الدول الأوروبية والعربية ليختلط مع ثقافات أخرى، وكان والده الشيخ عبد الله السالم الصباح هو الذي علمه أصول القيادة السياسية.

## عمله في دائرة الشرطة
في عام 1949 عمل في دائرة الشرطة. وفي 17 يونيو 1961 عينه الشيخ عبد الله السالم الصباح رئيسًا لدائرة الشرطة والأمن العام.

## بعد الاستقلال

### وزيرًا للداخلية ووزيرًا للدفاع
17 يناير 1962 عُيَّن وزيرًا للداخلية وخلال توليه المنصب قام بإصدار العديد من القرارات التي حافظت على أمن الكويت، من أبرزها تشكيل لجان الدفاع المدني لحماية المنشآت الحيوية والصناعية وتنظيم الإقامة للوافدين وحماية الحدود البرية والبحرية من المتسللين ، وشغل المنصب حتى توليه رئاسة الوزراء. 
وفي 6 ديسمبر 1964 وزيرًا للدفاع وشغل المنصب حتى توليه رئاسة الوزراء

### عضوية المجلس التأسيسي
أصبح عضوًا في المجلس التأسيسي المناط بوضع الدستور وذلك كونه عضوًا في الحكومة، كما كان عضوًا في لجنة إعداد الدستور، وقد ضمت هذه اللجنة كل من رئيس المجلس التأسيسي عبد اللطيف محمد الغانم وحمود الزيد الخالد، ويعقوب يوسف الحميضي وسعود عبد العزيز العبد الرزاق، وخلال عضويته في المجلس التأسيسي لم يتغيب إلا عن جلسة واحدة فقط.

## ولاية العهد ورئاسة الوزراء

### ولاية العهد
في 31 يناير 1978 أصدر الشيخ جابر الأحمد الصباح أمير دولة الكويت أمراً أميرياً زكّاه فيه لمنصب ولي العهد، ووافق مجلس الوزراء على مبايعته وليًا للعهد في 18 فبراير 1978 وذلك بعد يومين من تشكيله وذلك بناء على تزكية الأمير. وقد اختير من بين ثلاثة أشخاص مرشحين لهذا المنصب وهم بالإضافة إليه والشيخ صباح الأحمد الصباح والشيخ جابر العلي الصباح، وقام الشيخ صباح الأحمد بالتنازل لمصلحته فقامت أسرة الصباح بتزكيته وليًا للعهد.

### رئاسة الوزراء
في 8 فبراير 1978 أصدر الشيخ جابر الأحمد الصباح أمير دولة الكويت أمراً أميرياً بتعينه رئيساً لمجلس الوزراء وتكليفه بترشيح أعضاء الحكومة وصدر مرسوم تشكيل الحكومة الأولى برئاسته في نفس اليوم والتي أستقالت في 24 فبراير 1981 عملاً بالمادة 57 من دستور الكويت والتي تنص على تشكيل حكومة جديدة بعد الانتخابات البرلمانية وصدر في نفس اليوم أمر أميري بقبول استقالة الحكومة وتكليف رئيس مجلس الوزراء والوزراء بتصريف العاجل من شؤون مناصبهم لحين تشكيل الحكومة الجديدة
وفي 28 فبراير 1981 أصدر الشيخ جابر الأحمد الصباح أمير دولة الكويت أمراً أميرياً بتعينه رئيساً لمجلس الوزراء وتكليفه بترشيح أعضاء الحكومة  وصدر مرسوم تشكيل الحكومة الثانية برئاسته في 4 مارس 1981 والتي أستقالت في 23 فبراير 1985 عملاً بالمادة 57 من دستور الكويت والتي تنص على تشكيل حكومة جديدة بعد الانتخابات البرلمانية وصدر في نفس اليوم أمر أميري بقبول استقالة الحكومة وتكليف رئيس مجلس الوزراء والوزراء بتصريف العاجل من شؤون مناصبهم لحين تشكيل الحكومة الجديدة
وفي 24 فبراير 1985 أصدر الشيخ جابر الأحمد الصباح أمير دولة الكويت أمراً أميرياً بتعينه رئيساً لمجلس الوزراء وتكليفه بترشيح أعضاء الحكومة وصدر مرسوم تشكيل الحكومة الثالثة برئاسته في 3 مارس 1985 والتي أستقالت في 11 يوليو 1986 بعد حل مجلس الأمة 1985 وصدر في نفس اليوم أمر أميري بقبول استقالة الحكومة وتكليف رئيس مجلس الوزراء والوزراء بتصريف العاجل من شؤون مناصبهم لحين تشكيل الحكومة الجديدة
وفي 12 يوليو 1986 أصدر الشيخ جابر الأحمد الصباح أمير دولة الكويت أمراً أميرياً بتعينه رئيساً لمجلس الوزراء وتكليفه بترشيح أعضاء الحكومة وصدر مرسوم تشكيل الحكومة الرابعة برئاسته في نفس اليوم والتي أستقالت في 12 يونيو 1990 بعد إعلان نتائج انتخابات المجلس الوطني وصدر في نفس اليوم أمر أميري بقبول استقالة الحكومة وتكليف رئيس مجلس الوزراء والوزراء بتصريف العاجل من شؤون مناصبهم لحين تشكيل الحكومة الجديدة
وفي يونيو 1990 أصدر الشيخ جابر الأحمد الصباح أمير دولة الكويت أمراً أميرياً بتعينه رئيساً لمجلس الوزراء وتكليفه بترشيح أعضاء الحكومة وصدر مرسوم تشكيل الحكومة الخامسة برئاسته في 20 يونيو 1990 والتي أستقالت في 19 أبريل 1991 بعد تحرير الكويت من الغزو العراقي في 26 فبراير 1991 وصدر في نفس اليوم أمر أميري بقبول استقالة الحكومة وتكليف رئيس مجلس الوزراء والوزراء بتصريف العاجل من شؤون مناصبهم لحين تشكيل الحكومة الجديدة
وفي 20 أبريل 1991 أصدر الشيخ جابر الأحمد الصباح أمير دولة الكويت أمراً أميرياً بتعينه رئيساً لمجلس الوزراء وتكليفه بترشيح أعضاء الحكومة وصدر مرسوم تشكيل الحكومة السادسة برئاسته في نفس اليوم والتي أستقالت في 7 أكتوبر 1992 بعد اعلانن نتائج انتخابات مجلس الأمة وعملاً بالمادة 57 من دستور الكويت والتي تنص على تشكيل حكومة جديدة بعد الانتخابات البرلمانية وصدر في نفس اليوم أمر أميري بقبول استقالة الحكومة وتكليف رئيس مجلس الوزراء والوزراء بتصريف العاجل من شؤون مناصبهم لحين تشكيل الحكومة الجديدة
وفي 12 أكتوبر 1992 أصدر الشيخ جابر الأحمد الصباح أمير دولة الكويت أمراً أميرياً بتعينه رئيساً لمجلس الوزراء وتكليفه بترشيح أعضاء الحكومة وصدر مرسوم تشكيل الحكومة السابعة برئاسته في 17 أكتوبر 1992 والتي أستقالت في 8 أكتوبر 1996 بعد إعلان نتائج انتخابات مجلس الأمة وعملاً بالمادة 57 من دستور الكويت والتي تنص على تشكيل حكومة جديدة بعد الانتخابات البرلمانية وصدر في نفس اليوم أمر أميري بقبول استقالة الحكومة وتكليف رئيس مجلس الوزراء والوزراء بتصريف العاجل من شؤون مناصبهم لحين تشكيل الحكومة الجديدة
وفي 12 أكتوبر 1996 أصدر الشيخ جابر الأحمد الصباح أمير دولة الكويت أمراً أميرياً بتعينه رئيساً لمجلس الوزراء وتكليفه بترشيح أعضاء الحكومة وصدر مرسوم تشكيل الحكومة الثامنة برئاسته في 15 أكتوبر 1996 والتي أستقالت في 6 مارس 1998 وصدر في نفس اليوم أمر أميري بقبول استقالة الحكومة وتكليف رئيس مجلس الوزراء والوزراء بتصريف العاجل من شؤون مناصبهم لحين تشكيل الحكومة الجديدة
وفي 16 مارس 1998 أصدر الشيخ جابر الأحمد الصباح أمير دولة الكويت أمراً أميرياً بتعينه رئيساً لمجلس الوزراء وتكليفه بترشيح أعضاء الحكومة وصدر مرسوم تشكيل الحكومة التاسعة برئاسته في 22 مارس1998 والتي أستقالت في 4 يوليو 1999 بعد إعلان نتائج انتخابات مجلس الأمة وعملاً بالمادة 57 من دستور الكويت والتي تنص على تشكيل حكومة جديدة بعد الانتخابات البرلمانية وصدر في نفس اليوم أمر أميري بقبول استقالة الحكومة وتكليف رئيس مجلس الوزراء والوزراء بتصريف العاجل من شؤون مناصبهم لحين تشكيل الحكومة الجديدة
وفي 7 يوليو 1999 أصدر الشيخ جابر الأحمد الصباح أمير دولة الكويت أمراً أميرياً بتعينه رئيساً لمجلس الوزراء وتكليفه بترشيح أعضاء الحكومة وصدر مرسوم تشكيل الحكومة العاشرة برئاسته في 13 يوليو 1999 والتي أستقالت في 29 يناير 2001 وصدر في نفس اليوم أمر أميري بقبول استقالة الحكومة وتكليف رئيس مجلس الوزراء والوزراء بتصريف العاجل من شؤون مناصبهم لحين تشكيل الحكومة الجديدة 
وفي 4 فبراير 2001 أصدر الشيخ جابر الأحمد الصباح أمير دولة الكويت أمراً أميرياً بتعينه رئيساً لمجلس الوزراء وتكليفه بترشيح أعضاء الحكومة  وصدر مرسوم تشكيل الحكومة الحادية عشر برئاسته في 14 فبراير 2001  والتي أستقالت في 6 يوليو 2003 بعد إعلان نتائج انتخابات مجلس الأمة وعملاً بالمادة 57 من دستور الكويت والتي تنص على تشكيل حكومة جديدة بعد الانتخابات البرلمانية وصدر في نفس اليوم أمر أميري بقبول استقالة الحكومة وتكليف رئيس مجلس الوزراء والوزراء بتصريف العاجل من شؤون مناصبهم لحين تشكيل الحكومة الجديدة  وانتهت مهام الشيخ سعد العبدالله في رئاسة مجلس الوزراء في 13 يوليو 2003 بعد أن أصدر الشيخ جابر الأحمد الصباح أمير دولة الكويت أمراً أميرياً بتعين الشيخ صباح الأحمد الصباح رئيساً لمجلس الوزراء وتكليفه بترشيح أعضاء الحكومة الجديدة وجاء تعين الشيخ صباح الأحمد رئيساً للوزراء نتيجة الحالة الصحية للشيخ سعد العبدالله وعدم مقدرته على رئاسة الحكومة نتيجة حالته الصحية وبتعين الشيخ صباح الأحمد رئيساً للوزراء تم للمرة الأولى فصل ولاية العهد عن رئاسة الوزراء

### الحكومات التي ترأسها الشيخ سعد العبدالله
|    | الحكومة           | بداية الفترة   | نهاية الفترة   |
| -- | ----------------- | -------------- | -------------- |
| 1  | مجلس الوزراء 1978 | 16 فبراير 1978 | 28 فبراير 1981 |
| 2  | مجلس الوزراء 1981 | 4 مارس 1981    | 23 فبراير 1985 |
| 3  | مجلس الوزراء 1985 | 3 مارس 1985    | 11 يوليو 1986  |
| 4  | مجلس الوزراء 1986 | 12 يوليو 1986  | 19 يونيو 1990  |
| 5  | مجلس الوزراء 1990 | 20 يونيو 1990  | 19 أبريل 1991  |
| 6  | مجلس الوزراء 1991 | 20 أبريل 1991  | 7 أكتوبر 1992  |
| 7  | مجلس الوزراء 1992 | 17 أكتوبر 1992 | 8 أكتوبر 1996  |
| 8  | مجلس الوزراء 1996 | 15 أكتوبر 1996 | 16 مارس 1998   |
| 9  | مجلس الوزراء 1998 | 22 مارس 1998   | 4 يوليو 1999   |
| 10 | مجلس الوزراء 1999 | 13 يوليو 1999  | 29 يناير 2001  |
| 11 | مجلس الوزراء 2001 | 14 فبراير 2001 | 6 يوليو 2003   |

وكان الشيخ سعد بحكم منصبه رئيس المجلس الأعلى للدفاع، ورئيس مجلس الخدمة المدنية، ورئيس المجلس الأعلى للإسكان، ورئيس مجلس إدارة الصندوق الكويتي للتنمية الاقتصادية العربية، ورئيس مجلس الأمن الوطني، ورئيس المجلس الأعلى للتخطيط، وقد واجه خلال تلك الفترة عددًا كبيرًا من المشاكل الاجتماعية منها الإسكان والتجنيس والتوظيف والضمان الاجتماعي، ومن أبرز المشاكل الاقتصادية التي واجهها أزمة المناخ، وقد أدت الأزمة إلى بعض الآثار منها تآكل العائد النفطي نتيجة هبوط أسعار النفط، وأدت أيضًا إلى إفلاس عدد كبير من التجار ورجال الأعمال البارزين، لكنه قام بتعويضهم عن خسائرهم، وقد شهدت الكويت بعد نجاح الثورة الإسلامية في إيران وبداية حرب الخليج الأولى عدد من الأحداث الإرهابية، حيث اختطفت بعض الطائرات وتعرض بعض المنشآت الحيوية للتفجير، وتمت محاولة اغتيال الأمير الشيخ جابر الأحمد الصباح في 25 مايو 1985 أثناء توجهه إلى قصر السيف.
وخلال فترة توليه رئاسة السلطة التنفيذية أحاط نفسه بنخبة من المثقفين الكويتيين مثل عبد العزيز حسين وفهد الدويري وعبد الرزاق البصير.
منذ 22 أكتوبر 1979 بدأ بلقاء أبناء الشعب في مكتبه في كل يوم أثنين، وكان مساء كل يوم أحد يستقبل الناس في ديوانه في «قصر الشعب».

### إنجازاته
قام بإنشاء مؤسسة البترول الكويتية وذلك للمحافظة على الثروة القومية.

## غزو العراق للكويت
قبل الغزو العراقي للكويت عقدت مباحثات ثنائية بين الكويت والعراق في مدينة جدة السعودية في 31 يوليو 1990، وكان يمثل الطرف العراقي نائب الرئيس عزة الدوري، بينما كان هو ممثل الكويت، وكانت المباحثات برعاية الملك فهد بن عبدالعزيز آل سعود ملك المملكة العربية السعودية أنذاك ولكن المباحثات تعرقلت.
وفي يوم 2 أغسطس 1990 كان متابع للمعارك من غرفة العمليات العسكرية في وزارة الدفاع، ولما رأى كثافة القوات العراقية وتوجهها إلى العاصمة، أدرك أن الهدف ليس مجرد احتلال الكويت ولكن الهدف كان القبض على الأمير وتصفية الرموز السياسية الكويتية، فقام بإتخاذ قرار إخراج الأمير من الكويت حالًا، وذهب إلى قصر دسمان لإقناعه بالخروج وأقنعه بذلك بالرغم من أن الأمير كان يفضل البقاء في الكويت مع الشعب.
وقد عاد إلى الكويت بعد انتهاء حرب الخليج الثانية في 4 مارس 1991، وعندما وصل إلى مطار الكويت الدولي قام بأداء صلاة ركعتين شكر لله.

## توليه مقاليد الحكم وأزمة الحكم
في يوم 15 يناير 2006 أصبح أميرًا على دولة الكويت بعد وفاة أمير دولة الكويت الشيخ جابر الأحمد الصباح وذلك بعد أن اجتمع مجلس الوزراء وأعلن المناداة به أميرًا للكويت وفقا للمادة 4 من القانون 4 لسنة 1964 بشأن أحكام توارث الإمارة  ، وقد طلب عقد جلسة لمجلس الأمة لأداء اليمين الدستورية أمامه في 22 يناير 2006  ، وبعدها طلب أداء اليمين الدستورية في جلسة أخرى في يوم 24 يناير 2006، بعد أن استقبل رئيس مجلس الأمة جاسم محمد الخرافي ورئيس الحرس الوطني الشيخ سالم العلي السالم الصباح في قصر الشعب  ، وكان مجلس الوزراء قد أعد تقريرًا بين فيه مدى تدهور صحته وأن هذا التدهور سيمنعه من أداء مهمته أميرًا للبلاد  ، ولكن ظروفه الصحيّة لم تكون مواتية لتحمله تبعات الحكم والإمارة.
وحسب الدستور عقد مجلس الأمة جلسةً سرية في 24 يناير 2006، عرضت خلالها الحكومة التقارير الصحية لحالته والتي تمنعه من مزاولة الحكم، وقرر بالإجماع تنحيته عن الحكم ونقل السلطات الأميرية مؤقتاً إلى مجلس الوزراء بسبب أحواله الصحية ، وعقب تصويت مجلس الأمة على قرار نقل السلطات الأميرية إلى مجلس الوزراء وصل إلى المجلس كتاب تنازله عن الحكم  ، والذي كان اتفق على إرساله إلى المجلس بين رئيس مجلس الوزراء الشيخ صباح الأحمد الحابر الصباح ورئيس الحرس الوطني الشيخ سالم العلي السالم الصباح، إلا إنه تأخر بالوصول مما جعل المجلس يصوت على تنحيته وبعد تنحيته انتقلت السلطات الأميرية مؤقتاً إلى مجلس الوزراء.

## مرضه ووفاته
كانت صحته ليست على ما يرام، ففي أبريل 1997 تعرض إلى نزيف حاد مما استدعى تدخل جراحي بواسطة فريق طبي كويتي، ثم سافر إلى المملكة المتحدة ليقوم ببعض الفحوصات، وفي يوم 12 أكتوبر 1997 عاد إلى الكويت وسط استقبال شعبي كبير  ، وظل يعاني من تبعات هذا المرض إلى أن أدى إلى تدهور حالته الصحية. وتوفي في يوم 13 مايو 2008  في مقر سكنه في قصر الشعب، وتم دفنه في مقبرة الصليبيخات  ، وتم إعلان الحداد الرسمي في الكويت، كما أعلنت البحرين الحداد.
وقام المرشحون لانتخابات مجلس الأمة 2008 بإيقاف الحملات الانتخابية حدادًا. قد تلقت الكويت العديد من برقيات التعزية بوفاته، وقد زار الكويت عدد كبير من الرؤساء لتقديم التعازي ومنهم الملك حمد بن عيسى آل خليفة ملك مملكة البحرين  ، الرئيس محمود عباس رئيس دولة فلسطين  ، الأمير خليفة بن سلمان آل خليفة رئيس وزراء مملكة البحرين  ، كما زار رئيس وزراء الأردن نادر الذهبي سفارة الكويت في الأردن لتقديم التعازي.
في يوم 30 نوفمبر 2008 أعلنت جامعة الكويت عن تنظيمها أصبوحة شعرية لتعديد مآثره وذلك في يوم 2 ديسمبر 2008.

## حياته العائلية
تزوج من ابنة عمه الشيخة لطيفة الفهد السالم الصباح، وأنجبا:
- الشيخة مريم (توفيت ببداية التسعينات).
- الشيخة حصة (رئيسة مجلس سيدات الأعمال العرب).
- الشيخة جمايل.
- الشيخة شيخة (توفيت عام 2005).
- الشيخة فادية.
- الشيخ فهد (مستشار في الديوان الأميري).

## كتب عنه
- الشيخ سعد العبد الله السالم الصباح مسؤولية وعطاء، مركز البحوث والدراسات الكويتية، 2004.[48]
- الشيخ سعد العبد الله الصباح أحداث ومواقف.
- الشيخ سعد العبد الله السالم الصباح لمحات مشرقة من تاريخ حياته، مركز البحوث والدراسات الكويتية، 2008.[49]